# ويكيبيديا الإنترلنغوا
ويكيبيديا الإنترلنغوا (الإنترلنغوا:Wikipedia in interlingua) هي النسخة الإنترلنغوا من موسوعة ويكيبيديا.

## الإحصائيات
| عدد المستخدمين المسجلين | عدد المستخدمين النشيطين | عدد المقالات | صفحات المحتوى | عدد التعديلات | عدد الملفات المرفوعة | عدد الإداريين |
| ----------------------- | ----------------------- | ------------ | ------------- | ------------- | -------------------- | ------------- |
| 53٬985                  | 48                      | 29٬866       | 45٬250        | 673٬125       | 4                    | 6             |

## التقدم
- فبراير 2003 - أنشئت المقالة رقم 100.
- أغسطس 2003 - أنشئت المقالة رقم 1000.
- ديسمبر 2011 - أنشئت المقالة رقم 10000.[2]
- يناير 2016 - أنشئت المقالة رقم 15000.[3]